# العلاقات الغانية الكوبية
العلاقات الغانية الكوبية هي العلاقات الثنائية التي تجمع بين غانا وكوبا.

## مقارنة بين البلدين
هذه مقارنة عامة ومرجعية للدولتين:
| وجه المقارنة                                              | غانا         | كوبا                              |
| --------------------------------------------------------- | ------------ | --------------------------------- |
| المساحة (كم2)                                             | 238.53 ألف   | 109.88 ألف                        |
| عدد السكان (نسمة)                                         | 26.91 مليون  | 11.48 مليون                       |
| الكثافة السكانية (ن./كم²)                                 | 112.82       | 104.48                            |
| العاصمة                                                   | أكرا         | هافانا                            |
| اللغة الرسمية                                             | لغة إنجليزية | اللغة الإسبانية                   |
| العملة                                                    | سيدي غاني    | بيزو كوبي، بيزو كوبي قابل للتحويل |
| الناتج المحلي الإجمالي (بليون دولار)                      | 47.33 مليار  | 87.13 مليار                       |
| الناتج المحلي الإجمالي (تعادل القوة الشرائية) بليون دولار | 115.41 مليار |                                   |
| الناتج المحلي الإجمالي الاسمي للفرد دولار أمريكي          | 1.37 ألف     |                                   |
| الناتج المحلي الإجمالي للفرد دولار أمريكي                 | 4.08 ألف     |                                   |
| مؤشر التنمية البشرية                                      | 0.579        | 0.769                             |
| رمز المكالمات الدولي                                      | +233         | +53                               |
| رمز الإنترنت                                              | .gh          | .cu                               |
| المنطقة الزمنية                                           | 00           | 00                                |

## منظمات دولية مشتركة
يشترك البلدان في عضوية مجموعة من المنظمات الدولية، منها:
| علم المنظمة | اسم المنظمة                                 | تاريخ انضمام غانا | تاريخ انضمام كوبا |
| ----------- | ------------------------------------------- | ----------------- | ----------------- |
|             | يونسكو                                      | 11 أبريل 1958     | 29 أغسطس 1947     |
|             | منظمة حظر الأسلحة الكيميائية                | ?                 | ?                 |
|             | منظمة التجارة العالمية                      | ?                 | ?                 |
|             | الاتحاد البريدي العالمي                     | ?                 | ?                 |
|             | منظمة الشرطة الجنائية الدولية               | ?                 | ?                 |
|             | الأمم المتحدة                               | 8 مارس 1957       | 24 أكتوبر 1945    |
|             | الاتحاد الدولي للاتصالات                    | 17 مايو 1957      | 16 يناير 1918     |
|             | مجموعة دول أفريقيا والكاريبي والمحيط الهادئ | ?                 | ?                 |

## أعلام
هذه قائمة لبعض الشخصيات التي تربطها علاقات بالبلدين:
- أليكس كويسون ساكي (دبلوماسي غاني، 9 أغسطس 1924[21] – 21 ديسمبر 1992[21])
- نابليون عبدولاي (1956 – )

## وصلات خارجية
- موقع وزارة الخارجية الغانية
- موقع وزارة الخارجية الكوبية